# Белоскирка
Белоскирка (укр. Білоскірка) — село в Великогаевской сельской общине Тернопольского района Тернопольской области Украины.
Население по переписи 2001 года составляло 371 человек. Почтовый индекс — 47742. Телефонный код — 352.